# Dračevac
Dračevac is een plaats in de gemeente Poreč in de Kroatische provincie Istrië. De plaats telt 130 inwoners (2001).